# Ziua Sfântului Andrei
Ziua Sfântului Andrei, sărbătorită pe 30 noiembrie, este sărbătoare publică în Barbados, Scoția și România  țări care îl evocă pe Apostolul Andrei drept sfânt patron, însă este sărbătorit și  în  Republica Moldova pe 13 decembrie pe stil vechi. Este catalogată ca prima sărbătoare calendaristică de iarnă a poporului românesc, fiind numită și „Cap de iarnă” sau „Sîntandrei”.

## Sfântul Apostol Andrei
Potrivit textelor biblice, Sf. Apostol Andrei a fost fratele lui Sf. Petru și fiul pescarului Iona, avea o casă în Capernaum, în apropiere de locul de baștină. Erau originari din Betsaida, localitate situată pe țărmul Lacului Ghenizaret (Marea Galileei), din provincia Galileea, în nordul Palestinei, aflată sub ocupație romană.
Sfântul Andrei s-a numărat printre ucenicii Sfântului Ioan Botezătorul, de la care a auzit cuvintele „Iată Mielul lui Dumnezeu, Cel ce ridică păcatul lumii” în momentul botezului lui Iisus. Devenind mai apoi viitor apostol al lui Iisus Hristos, împreună cu fratele său. 
Prezența Sfântului Andrei este confirmată atât de autori antici precum Origen și Eusebiu din Cezareea, cât și de Sinaxarul Constantinopolitan.Tradiția populară corelează această legătură prin balade și colinde -“Peșteră Sfântului Andrei” și “Balada Sfântului Andrei”,ce au circulat în Dobrogea și Basarabia. 
Conform unor vechi povestiri populare în apropierea comunei Ion Corvin, apostolul s-a odihnit într-o pădure, alături de ucenicii săi, folosind două peștere ca adăpost și loc de rugăciune.Una dintre aceste peșteri, identificată în sec.XX, a devenit un loc de pelerinaj ortodox.In ciuda faptului ca era folosita inițial ca loc funerar în epoca romano-bizantină(sec.V-Vl),aceasta păstrează o puternică legătură cu tradiția apostolică. 
Capul Sfântului Apostol Andrei se află în Patras, iar părți din trupul său sunt răspândite în întreaga lume creștină. În România, mai multe lăcașuri sfinte de închinare dețin fragmente din moaștele Sfântului Apostol Andrei. 
Acestea pot fi găsite la Mănăstirile Secu, Neamț, Hurezi, Pestera Sfântului Andrei, Biserica "Adormirea Maicii Domnului" din Târgu Neamț, Catedrala Arhiepiscopală din Galați și Biserica "Sfântul Apostol Andrei" din Oradea.

## Semnificația sărbătorii
În conștiința națională, sărbătoarea este la cumpăna anotimpurilor, fiind asociată cu vulnerabilitatea hotarului dintre două lumi antagoniste: cea a viului și a morții, iar strămoșii se întorc pe pământ sub forma unor creaturi mistice, numite „strigoi”, „tricolici” sau „pricolici”, ce se diferențiiază prin aspect și origine. Respectiv, ajunul acestei zile a fost denumită „Noaptea Strigoilor", când spațiul terestru și celest este zbuciumat de făpturi malefice îngrozitoare, care manifestă violență față de oamenii și animale.  

## „Apostolul lupilor”
Însăși vechea denumire a dacilor, „daoi”, provine de la termenul „daos”, care în dialectul traco-frigian înseamnă „lup”.
Pe de altă parte, numele de „Apostolul lupilor” este asociat cu o veche legendă, conform căreia, în vremurile îndepărtate, unul dintre preoții lui Zamolxis cutreiera pe pământ pentru a-i ajuta pe cei aflați în nevoie, cu scopul de a ilumina religios civilizația geto-dacă.

## Duhurile malefice ale sărbătorii
Conform umanistului Dimitrie Cantemir, în presa zilnică și revistele din Transilvania, Moldova și Muntenia secolului XVIII, un subiect adesea abordat este acel al strigoilor și strigoaicelor, al metodelor magice și administrative de apărare împotriva lor. 
Strigoii sunt creaturi supranaturale care joacă un rol important în demonologia română. După proveniența lor, factura și detriment, în credința populară se divid în: „strigoiul viu” și „strigoiul mort”.
„După cum relatează Romulus Vulcănescu, strigoiul viu are anumite caracteristici încă de la naștere: provine din strigoi sau strigoaice; se naște cu „căiță pe cap pe care o mănâncă îndată”; poate să aibă un picior cu copită; șira spinării e terminată cu o coadă etc. În timpul vieții se dezvoltă repede, este rău, chinuie și omoară animalele, e malițios, sadistic, minte, jură strâmb, e spurcat, are canini proeminenți. Strigoaicele sunt mult mai rele, iar unele dintre ele se transformă în vrăjitoare.Credința este că oamenii strigoi duc în viață o existență dublă, astfel, la primul cântat al cocoșilor, în timp ce trupul doarme, sufletul lor iese sub forma unei umbre și colindă pe coclauri încercând să facă rău muritorilor, pentru ca să se întoarcă în trup la al treilea cântat.”
Strigoii morți provin din strigoii vii care nu au fost supuși unor practici specializate, precum: străpungerea inimii cu tărușul, punerea unui cățel de usturoi sau pietre în gură. Majoritatea consideră că aceștia sunt mult mai răi decât strigoii vii, întrucât aduc pagube semnificative gospodăriilor, animalelor domestice, chiar și oamenilor. Se mai spune că noaptea se întrunesc și fac dansuri aeriene.

## Simbolistica usturoiului
„Busuiocul e inspiratorul dragostei, usturoiul - scutul cel mai puternic în contra strigoilor, pociturilor și deochitorilor, precum și apărător de boale, iar de mirosul tămâiei dracul fuge și nu se poate lipi de om; toate aceste trei puteri, întărite și cu puterea lui Dumnezeu, devin un zid de apărare în jurul omului și nici un dușman nu se poate apropia; înarmat cu aceste trei scuturi, chiar nesfințite, dar sorocite, afară de usturoi, care este singur puternic, nu trebuie nimeni să aibă frică de nimic; pe la miezul nopții, se poate merge singur oriunde, pe câmpii sau în pădure, căci orice ar ieși înainte nu poate face nici un rău; usturoiul și busuiocul trebuie semănat anume într-un loc ferit și curat, în grădină, ca să se înmulțească"  

(2.MARIAN,II,p.177-178, citând pe Elena Niculiță Voronca)
În folclorul și mitologia românească, usturoiul are proprietăți lecuitoare, considerându-l „antidotul" cel mai sigur împotriva duhurilor necurate, împotriva strigoilor, a diferitelor ființe fantastice cum ar fi vampirii, moroii, vârcolacii, împotriva deochiului, pentru alungarea diferitelor boli etc. 
De Sf. Gheorghe, Sf. Andrei, Sâmpetru, Sf. Haralambie, Duminica Mare, la Armindeni și de Anul Nou se ung ferestrele și ușile cu usturoi și leuștean, urma lăsată trebuind să fie în formă de cruce; apoi, tot sub formă de cruce, ung toate animalele din gospodărie, pe ei înșiși și pe toți membrii familiei; se crede că astfel, în decursul anului viitor, gospodăria și toate viețuitoarele din ea vor fi apărate de apropierea lui Bată-l Crucea, adică a diavolului, și a strigoilor care au puterea de a lua mana vacilor.

## Tradiții, credințe și superstiții

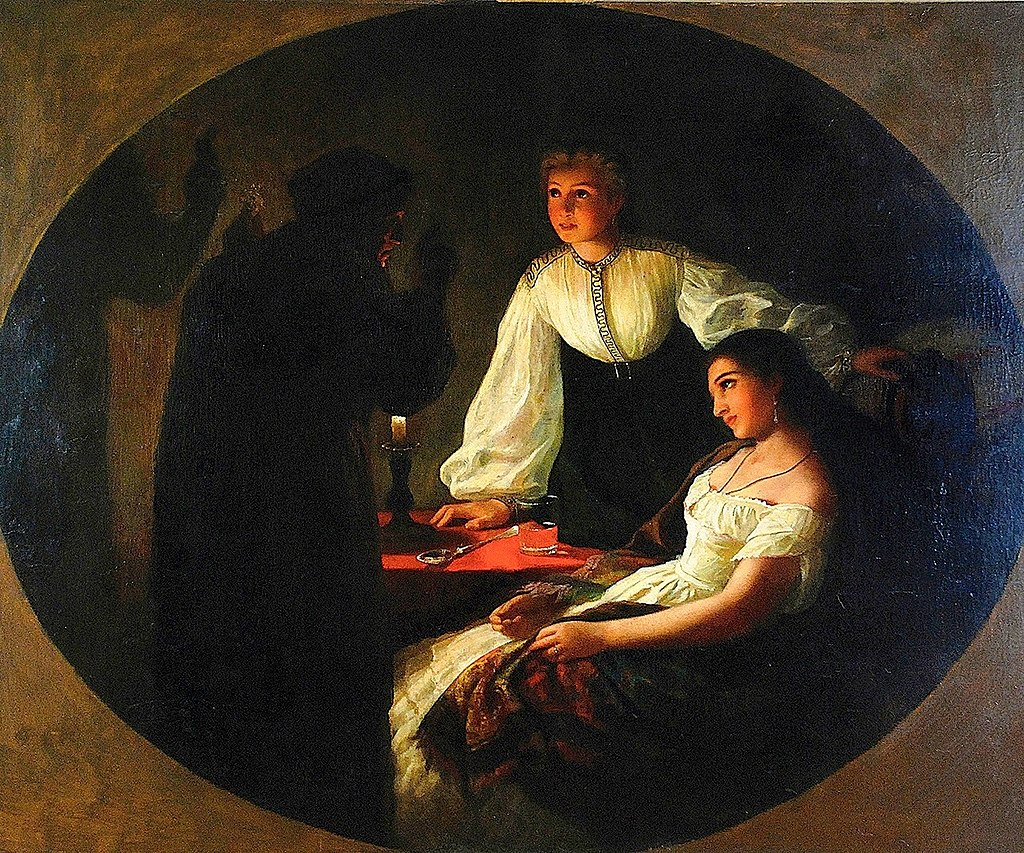
Obiceiul de a prezice viitorul fetelor tinere și necăsătorite

Există numeroase credințe și superstiții, ce se raportă la misticismul „Nopții Sfântului Andrei”. Se spune că atunci când strigoii nu se pot război între ei,  încearcă să prindă un muritor și să-i sugă sângele. Pentru aceasta în „Noaptea Strigoilor", gospodinele au grijă ca toți membrii familiei să beneficieze de proprietățile mistice și fantastice ale usturoiului.
Noaptea de ajun, precum și ziua Sf. Andrei, se crede că este prielnică anumitor practici și farmece de dragoste. Forma și conținutul acestei tradiții sunt edificate pe un laitmotiv bine determinat - dragostea și căsnicie. Fetele își fac farmece cu diferite obiecte, cum ar fi: 
- Cu balabuștele - fetele care s-au adunat la o casă pleacă la fântână, iau apă în gură și vin în casă, unde fac balabuște mici din tărițā, pe care apoi le așază în prag și cheamă câinii sã le mănânce. Fata a cărei balabușcă a fost mâncată prima se zice că se va mărita prima ș.a.m.d.[2]
- Cu lumânarea la prag - toate fetele își i-au câte două luminảri pe care le aprind. O lumânare reprezintă numele ursitului, iar a doua- numele fetei. Dupå aceea, luminärile sunt puse pe prag. Se zice că primul se va stinge din viață acela a cărui luminare se termină mai repede;[2]
- Cu picăturile de lumânare în farfurie - se ia o farfurie cu apă și se picură vreo două picături de ceară, astfel ca să simbolizeze ursitul și ursita. Apoi se amestecă apa și dacă picăturile de ceară se unesc înseamnă că fata se va căsători cu bảiatul iubit, în caz contrar, nu se va mărita timp de trei ani;[2]
- Cu grâu - ca să-și vadă ursitul, fetele își puneau seara sub pernă 41 de fire de gråu, iar când se culcau spuneau: „Voi, 41 de fire de grâu / Eu voi adormi /Și voi hodini / Dar eu mă rog lui Dumnezeu/ Să-mi trimită îngerul meu / Să-mi arate pe ursitorul meu / Cel ce mi-e dat de Dumnezeu".
- Cu ciorapul - pe un hol/coridor fetele prezente își plasează fiecare câte un ciorap,dintr-un capăt până în celălalt, formând un lanț, iar ciorapul al cărei fete va ajunge până în capătul holului se va căsători prima;
- Cu lumânarea - într-un bol/vas adânc se toarnă apă, fetele scriu pe niște foițe litere și le amplasează în vasul cu apă, le amestecă, și aprind o lumânare deasupra vasului,iar pe care literă va cădea primul strop de ceară atunci aceea va fi inițială ursitului.
- Cu cocoșul - în fața unui cocoș ,pe rând, sunt puse: apă, grăunțe și o oglindă,în dependență de ce va face cocoșul,acestea vor afla cum este ursitul lor:

-dacă cocoșul bea mai întâi apă, atunci soțul lor va bea mult;
-dacă cocoșul mai întâi va mânca grăunțe, atunci soțul lor va mânca mult;
-dacă cocoșul se va uita in oglindă și va cânta, atunci soțul lor va fi ordonat și fermecător;
- Cu oaia - fetele pleacă în ocol, pe întuneric, pentru a prinde o oaie. Dacă oaia va fi tânără, atunci ursitul îi va fi semen sau ,cel puțin, vor avea o diferență mică de vârstă , iar dacă oaia va fi bătrână,  atunci mirele va avea o vârstă înaintată.
- Cu porcul - fetele se duc noaptea la cotețul porcului și strigă pe rând: „Huideo, la anul sau peste cinci ani". Dacă porcul îi grohăie odată, înseamnả că se căsători peste un an, iar dacă de 5-6 ori, se va mărita, respectiv, peste 5-6 ani, iar dacă nu urmează niciun grohăit, înseamnă că fata în cauză nu se va mărita niciodată. [2]

Una dintre acestea este  și „Păzitul usturoiului” . Această tradiție constă într-o serbare nocturnă, colectivă, în cadrul căreia tinerii vin cu căciulile pline cu căpățâni de usturoi, toate fiind puse într-o covată, pe care o femeie bătrână trebuie s-o păzească toată noaptea, în timp ce tineretul joacă și cântă. Dimineața, odată cu venirea zorilor, când duhurile rele se întorc în sălașele lor, usturoiul "păzit" este împărțit celor ce luaseră parte la petrecere și era apoi folosit, în tot cursul anului, pentru farmece de dragoste și pentru vindecarea bolilor.
Astfel, în unele localitäți, când fetele sosesc acasă de la Păzitul usturoiului, seamănă un cățel de usturoi priveghiat toată noaptea, într-un cocoloș de aluat nedospit, denumit „Colacul lui Andrei”. După felul în care încolțește și crește acest usturoi, se fac prognoze de măritiș. Acest ritual este deosebit de variat, în funcție de regiunea unde se practică.
Fetele mai ghicesc ursitul cu ajutorul parilor de la gard. Astfel, noaptea, pe întuneric, ating un par, de la care numără în continuare până la al nouãlea par, pe care leagă o sfoară sau lână roșie. A doua zi merg să vadă cum le va fi alesul. Dacă parul este drept și neted, viitorul soț va fi tânăr și frumos, dar sărac. Dacă parul va fi scurt și noduros, soțul va fi bătrân și sărac, iar de va avea coajă groasă, va fi bogat. Dacă parul este cu multe crăci, ursitul va fi vặduv cu mulți copii.
Tot atât de frecventă este tradiția „Furatul Porții”, conform căreia, în noaptea de Sf.Andrei, cete de flăcăi fură porțile caselor unde locuiesc fete mândre, de măritat. Părinții acestora încep apoi căutarea porților și încearcă să îi ademenească pe feciori cu mâncare și băutură, sau chiar cu bani, pentru a afla unde au fost ascunse. Gestul flăcăilor era un îndemn de a deschide porțile pentru pețitori. După ce gospodării își găsesc porțile și le instalează înapoi singuri.
Pentru ca să se afle cât de rodnic va fi următorul an, se pun boabe de grâu într-o strachină cu apă. Cât de des va răsări grâul, atât de bogată va fi recolta. Totodată, membrii unei familii pun grâu într-un vas cu pământ, iar cel al cărui grâu va răsări cel mai bine, va fi sănătos și va avea un an de succes. Astfel, grâul are și el rol oracular. 
După cum va fi această noapte se știe ce fel de iarnă va urma: Dacă de Sf. Andrei luna va fi plină și cer senin, iarna va fi moinoasä. Dacă luna va fi plină și cerul întunecat, dacă va ninge sau va ploua, peste iarnă vor fi zăpezi mari și grele.

## Covașa. Băutura rituală
Prin Colinele Tutovei, la Ovidenie sau la Sântandrei, se prepara din mălai și făină, uneori doar din mălai de porumb sau de mei, o băutură fermentată numită covasă. Literatura etnografică descrie două tehnici de preparare a covașei: din mălai și făină sau doar din mălai. În primul caz, se foloseau mălai și făină, în părți egale, care se amestecau și se opăreau cu apă clocotită până se obținea un fel de terci. După două ore, acest amestec se punea într-o putină și se turna apă călduță, până se obținea un lichid vâscos ce putea trece prin ciurul cu care se cernea mălaiul. Conținutul se amesteca foarte bine și se lăsa să fermenteze la loc călduț până a doua zi, când se fierbea la foc potrivit, într-un ceaun, până se îngroșa. Gustul băuturii era dulce-acrișor, asemănător cu cel al bragii. Covașa se punea în străchini sau oale și se împărțea prin vecini „pentru ca vacile să fie laptoase, iar laptele să fie smântânos”.
În alte sate, covașa era numită bragă și se prepara doar din mălai, care se opărea și se făceau patru turte: două turte se coceau, iar două rămâneau crude. După ce turtele coapte se răceau, erau frământate într-o putină, se amestecau cu mălaiul rămas necopt și se turna apă clocotită. Conținutul se amesteca, se puneau câteva felii de lămâie și se lăsa să fermenteze până a doua zi, când era bun de băut.
În zona Covurluiului din Moldova Centrală, se spunea că fiecare om „este dator să mănânce covașă, în această zi, pentru ca să fie ferit de strigoi” 